# Claire Berger
Claire Berger (* 1960) ist eine französische Festkörperphysikerin.
Berger wurde 1987 an der Universität Grenoble promoviert mit einer Dissertation über die elektronischen Eigenschaften von Aluminium-Mangan-Quasikristallen. Als Post-Doktorandin untersuchte sie amorphe Filme am Centre D'Etudes Atomiques und forschte danach für das CNRS an deren Labor für elektronische Eigenschaften von Festkörpern (LEPES) in Grenoble. Dort war sie am Nachweis eines Metall-Isolator-Übergangs in einem Quasikristall beteiligt. Sie ist Forschungsdirektorin des CNRS und Professorin am Georgia Institute of Technology, wo sie mit Walter de Heer auf dem Gebiet der Graphen-Elektronik zusammenarbeitet.
Mit Walter de Heer und Phillip First und anderen ist sie Ko-Autorin einer Pionierarbeit über Graphene und deren Verwendung in der Elektronik. 2006 wurde ihr, de Heer und First auch das erste Patent für Graphen-Elektronik vergeben. Sie gehört zu den hochzitierten Wissenschaftlern mit über 200 Veröffentlichungen als Autorin oder Koautorin.
Sie ist Fellow der American Physical Society, erhielt den Ancel-Preis der französischen physikalischen Gesellschaft und die CNRS-Medaille für Nachwuchsforscher.

## Schriften
- mit T. Grenet: Electronic properties of quasicrystals, in: F. Axel, F. Dénoyer, J. P. Gazeau (Hrsg.): From Quasicrystals to more complex systems, Les Houches School 1998, Springer 2000
- Herausgeberin mit Esther Belin-Ferré, Marianne Quiquandon, Anne Sadoc: Quasicrystals, current topics, World Scientific 2000 (Spring School on Quasicrystals, Aussois 2000)
- mit Stephan Roche, Didier Mayou: Electronic conductivity of quasicrystals and approximants, Kapitel 16 in J.-B. Suck, M. Schreiber, P. Häussler (Hrsg.), Quasicrystals, Springer 2002, S. 321–337
- mit J. Hass, de Heer u. a.: Highly ordered graphene for two dimensional electronics, Applied Phys. Lett., Band 89, 2006, S. 143106
- mit de Heer, First u. a.: Electronic confinement and coherence in patterned epitaxial graphene, Science, Band 312, 2006, S. 1191–1196
- mit de Heer u. a.: Landau level spectroscopy of ultrathin graphite layers, Phys. Rev. Lett., Band 97, 2006, S. 266405
- mit de Heer u. a.: Epitaxial graphene, Solid State Communications, Band 143, 2007, S. 19912–19916
- mit Wu, de Heer u. a.: Weak antilocalization in epitaxial graphene: Evidence for chiral electrons, Phys. Rev. Lett., Band 98, 2007, S. 136801
- mit Varchon u. a.: Electronic structure of epitaxial graphene layers on SiC: effect of the substrate, Phys. Rev. Lett., Band 99, 2007, S. 126805
- mit de Heer u. a.: Epitaxial graphene transistors on SiC substrates, IEEE Trans. Electron Devices, Band 55, 2008, S. 2078
- mit de Heer u. a.: Ultrafast relaxation of excited Dirac fermions in epitaxial graphene using optical differential transmission spectroscopy, Phys. Rev. Lett., Band 101, 2008, S. 157402
- mit de Heer u. a.: Why Multilayer Graphene on 4H-SiC (0001) Behaves Like a Single Sheet of Graphene, Phys. Rev. Lett., Band 100, 2008, S. 125504
- mit de Heer u. a.: Chemical modification of epitaxial graphene: spontaneous grafting of aryl groups, J. Am. Chem. Soc., Band 131, 2009, S. 1336–1337
- mit de Heer u. a.: First direct observation of a nearly ideal graphene band structure, Phys. Rev. Lett., Band 103, 2009, S. 226803
- mit de Heer u. a.: Nanoscale tunable reduction of graphene oxide for graphene electronics, Science, Band 328, 2010, S. 1373–1376
- mit Niyogi, de Heer u. a.: Spectroscopy of covalently functionalized graphene, Nano Letters, Band 10, 2010, S. 4061–4066
- mit de Heer u. a.: Scalable templated growth of graphene nanoribbons on SiC, Nature Nanotechnology, Band 5, 2010, S. 727
- mit de Heer u. a.: Exceptional ballistic transport in epitaxial graphene nanoribbons, Nature, Band 506, 2014, S. 349